# 尹善珠
尹善柱（韓語：윤선주），韓國電視劇編劇。

## 作品

### 電視劇
- 1996年：KBS《初時》
- 2002年：KBS《太陽人李濟馬》
- 2004年：KBS《不滅的李舜臣》
- 2006年：KBS《黃真伊》
- 2008年：KBS《大王世宗》
- 2012年：TV朝鮮《韓半島》
- 2014年：SBS《秘密之門》
- 2017年：MBC《醫療船》

## 外部連結
- NAVER搜索